# Гас (Канзас)
Гас (енгл. Gas) град је у америчкој савезној држави Канзас.

## Демографија
По попису из 2010. године број становника је 564, што је 8 (1,4%) становника више него 2000. године.
| Група             | 2000.       | 2010.       |
| Белци             | 521 (93,7%) | 538 (95,4%) |
| Афроамериканци    | 1 (0,2%)    | 2 (0,4%)    |
| Азијати           | 4 (0,7%)    | 0 (0,0%)    |
| Хиспаноамериканци | 12 (2,2%)   | 11 (2,0%)   |
| Укупно            | 556         | 564         |